# Punana philippina
Punana philippina är en insektsart som först beskrevs av Frederick Arthur Godfrey Muir 1916.  Punana philippina ingår i släktet Punana och familjen sporrstritar. Inga underarter finns listade i Catalogue of Life.